# Fuera de juego
Fuera de juego és una pel·lícula espanyola del gènere comèdia del 1991 dirigida i protagonitzada per Fernando Fernán Gómez, qui també és coautor del guió. Té un pressupost de 260 milions de pessetes i fou l'última pel·lícula en la que participà Luis Escobar Kirkpatrick, que va morir una setmana abans d'acabar el rodatge.

## Argument
Don Anselmo, acompanyat pel seu fill i la seva nora, arriba a la Residència d'ancians San Cándido, entristit perquè els seus l'abandonen i l'espera la solitud. Tanmateix, els cinc ancians amb qui ha de compartir el dormitori amb ell (Aníbal, Alfonso, José, Juan i Luis) pertanyen a un equip de futbol però no tenen diners per comprar samarretes. pantalons i botes reglamentàries. Per aquest motiu decideixen planejar un robatori.

## Repartiment
- José Luis López Vázquez - Don Anselmo
- Fernando Fernán Gómez - Don Aníbal
- María Asquerino - Sor María
- Luis Escobar Kirkpatrick - Don Alfonso
- Gabino Diego - Antonio Mancilla (advocat)
- Tomás Zori - Don José
- Alfonso del Real - Don Juan
- Manuel Alexandre - Don Luis

## Premis
Medalles del Cercle d'Escriptors Cinematogràfics de 1990
| Categoria           | Persona                             | Resultat   |
| ------------------- | ----------------------------------- | ---------- |
| Millorguió original | Fernando Fernán Gómez José Truchado | Guanyadors |